# 2015 a filmművészetben
2015 a filmművészetben a 2015-ös év fontosabb filmes eseményeit tartalmazza az alábbiak szerint:

## Sikerfilmek
| #  | cím                                               | stúdió                                        | összbevétel    | észak-amerikai bevétel | gyártási költség |
| -- | ------------------------------------------------- | --------------------------------------------- | -------------- | ---------------------- | ---------------- |
| 1  | Csillagok háborúja VII: Az ébredő Erő             | LucasArts, Lucasfilm, Buena Vista             | $2 068 223 624 | $936 662 225           | $245 millió      |
| 2  | Jurassic World                                    | Universal Pictures                            | $1 671 713 208 | $652 270 625           | $150 millió      |
| 3  | Halálos iramban 7.                                | Universal Pictures                            | $1 516 045 911 | $353 007 020           | $190 millió      |
| 4  | Bosszúállók: Ultron kora                          | Marvel Studios/Buena Vista                    | $1 405 403 694 | $459 005 868           | $250 millió      |
| 5  | Minyonok                                          | Illumination Entertainment/Universal Pictures | $1 159 398 397 | $336 045 770           | $74 millió       |
| 6  | Spectre – A Fantom visszatér                      | Columbia Pictures                             | $880 674 609   | $200 074 609           | $245 millió      |
| 7  | Agymanók                                          | Walt Disney Pictures/Buena Vista              | $857 611 174   | $356 461 711           | $175 millió      |
| 8  | Mission: Impossible – Titkos nemzet               | Paramount Pictures                            | $682 714 267   | $195 042 377           | $150 millió      |
| 9  | Az éhezők viadala: A kiválasztott – Befejező rész | Lionsgate                                     | $653 428 261   | $281 723 902           | $160 millió      |
| 10 | Mentőexpedíció                                    | Paramount Pictures                            | $630 161 890   | $228 433 663           | $108 millió      |

### Sikerfilmek Magyarországon
Forrás: Box Office Mojo, Hungary Yearly Box Office
| #   | Cím                                                 | Forgalmazó    | Bevétel    | Megjelenés   |
| --- | --------------------------------------------------- | ------------- | ---------- | ------------ |
| 1.  | Star Wars: Az ébredő Erő                            | Fórum Hungary | $6 515 981 | december 18. |
| 2.  | Minyonok                                            | UIP-Dunafilm  | $3 493 481 | július 9.    |
| 3.  | Jurassic World                                      | UIP-Dunafilm  | $2 051 915 | június 11.   |
| 4.  | Bosszúállók: Ultron kora                            | Fórum Hungary | $1 980 532 | május 7.     |
| 5.  | Halálos iramban 7.                                  | UIP-Dunafilm  | $1 958 035 | április 2.   |
| 6.  | A szürke ötven árnyalata                            | UIP-Dunafilm  | $1 672 429 | február 12.  |
| 7.  | Mentőexpedíció                                      | InterCom Zrt. | $1 438 744 | október 1.   |
| 8.  | Elrabolva 3.                                        | n.a           | $1 335 710 | január 8.    |
| 9.  | Spectre – A Fantom visszatér                        | Fórum Hungary | $1 333 699 | november 5.  |
| 10. | Hotel Transylvania 2. – Ahol még mindig szörnyen jó | InterCom Zrt. | $1 277 507 | október 8.   |

## Filmbemutatók Magyarországon

### Január
| Dátum | Film címe                                | Eredeti cím                     | Filmstúdió                                                                         | Rendező                     | Főszereplők                                                                                                  |
| ----- | ---------------------------------------- | ------------------------------- | ---------------------------------------------------------------------------------- | --------------------------- | --- |
| 1.    | Apropó szerelem                          | Words and Pictures              | Latitude Productions                                                               | Fred Schepisi               | Clive Owen, Juliette Binoche, Valerie Tian, Navid Negahban                                                   |
| 1.    | Barbie: Szuperhős hercegnő               | Barbie in Princess Power        | Mattel Playground Productions                                                      | Zeke Norton                 | |
| 1.    | Büszkeség és bányászélet                 | Pride                           | Calamity Films                                                                     | Matthew Warchus             | Bill Nighy, Andrew Scott, Dominic West, Imelda Staunton                                                      |
| 1.    | Sils Maria felhői                        | Clouds of Sils Maria            | CG Cinéma, Pallas Film                                                             | Olivier Assayas             | Chloë Grace Moretz, Kristen Stewart, Juliette Binoche, Brady Corbet                                          |
| 1.    | Vadregény                                | Into the Woods                  | Walt Disney Pictures                                                               | Fred Schepisi               | Emily Blunt, Meryl Streep, Johnny Depp, James Corden                                                         |
| 8.    | Elrabolva 3.                             | Taken 3                         | EuropaCorp                                                                         | Olivier Megaton             | Liam Neeson, Maggie Grace, Famke Janssen, Forest Whitaker                                                    |
| 8.    | Hős6os                                   | Big Hero 6                      | Walt Disney Pictures, Walt Disney Animation Studios                                | Don Hall                    | |
| 8.    | Spanyol affér                            | Ocho apellidos vascos           | Lazonafilms, Kowalski Films                                                        | Emilio Martínez Lázaro      | Dani Rovira, Clara Lago, Carmen Machi, Karra Elejalde                                                        |
| 15.   | 20.000 nap a Földön                      | 20,000 Days on Earth            | Film4, Corniche Pictures, BFI                                                      | Jane Pollard, Iain Forsyth  | Nick Cave, Kylie Minogue, Ray Winstone, Warren Ellis                                                         |
| 15.   | Birdman avagy (A mellőzés meglepő ereje) | Birdman                         | Fox Searchlight Pictures                                                           | Alejandro González Iñárritu | Michael Keaton, Emma Stone, Zach Galifianakis, Edward Norton                                                 |
| 15.   | Dumapárbaj                               | Dumapárbaj                      | Alliance Films                                                                     | Paczolay Béla               | Hadházi László, Kamarás Iván, Eszenyi Enikő, Jordán Adél, Kiss Ádám                                          |
| 15.   | One Direction: A színfalak mögött        | One Direction: The Inside Story | EntertainME US                                                                     | Billy Simpson               | One Direction, Niall Horan, Liam Payne                                                                       |
| 15.   | Shirley – A valóság látomásai            | Shirley: Visions of Reality     | KGP Kranzelbinder Gabriele Production                                              | Gustav Deutsch              | Stephanie Cumming, Christoph Bach, Florentín Groll, Tom Hanslmaier                                           |
| 15.   | Téli álom                                | Kis Uykusu / Winter sleep       | Zeynofilm, Memento Films Production                                                | Nuri Bilge Ceylan           | Haluk Bilginer, Melisa Sözen, Demet Akbag, Ayberk Pekcan                                                     |
| 22.   | A mindenség elmélete                     | The Theory of Everything        | Universal Pictures                                                                 | James Marsh                 | Eddie Redmayne, Felicity Jones, Tom Prior, Harry Lloyd                                                       |
| 22.   | Annie                                    | Annie                           | Sony Pictures Entertainment                                                        | Will Gluck                  | Rose Byrne, Cameron Diaz, Jamie Foxx, Adewale Akinnuoye-Agbaje                                               |
| 22.   | Keresztút                                | Kreuzweg                        | ARTE, Zweites Deutsches Fernsehen (ZDF), UFA Fiction                               | Dietrich Brüggemann         | Lucie Aron, Moritz Knapp, Florian Stetter, Lea van Acken                                                     |
| 22.   | Mortdecai                                | Mortdecai                       | InterCom Zrt.                                                                      | David Koepp                 | Johnny Depp, Ewan McGregor, Gwyneth Paltrow, Paul Bettany                                                    |
| 22.   | Parkoló                                  | Parkoló                         | Katapult Film, RTL Klub                                                            | Miklauzic Bence             | Lengyel Ferenc, Szervét Tibor, Rajkai Zoltán, Pokorny Lia                                                    |
| 29.   | Blackhat                                 | Blackhat                        | Legendary Pictures                                                                 | Michael Mann                | Chris Hemsworth, Viola Davis, William Mapother, Holt McCallany                                               |
| 29.   | Foxcatcher                               | Foxcatcher                      | InterCom Zrt.                                                                      | Bennett Miller              | Steve Carell, Channing Tatum, Mark Ruffalo, Sienna Miller                                                    |
| 29.   | Joker                                    | Wild Card                       | Lions Gate Entertainment                                                           | Simon West                  | Jason Statham, Sofía Vergara, Milo Ventimiglia, Stanley Tucci                                                |
| 29.   | Későnérők                                | Laggies                         | Anonymous Content, PalmStar Entertainment                                          | Lynn Shelton                | Keira Knightley, Chloë Grace Moretz, Sam Rockwell, Mark Webber                                               |
| 29.   | Kódjátszma                               | The Imitation Game              | Black Bear Pictures                                                                | Morten Tyldum               | Benedict Cumberbatch, Keira Knightley, Matthew Goode, Charles Dance                                          |
| 29.   | Mancs                                    |                                 | Új Budapest Filmstudió                                                             | Pejó Róbert                 | Trill Zsolt, Holecskó Orsolya, Keresztes Tamás, Szacsvay László, Pásztor Erzsi, Szarvas József, Nyári Oszkár |
| 29.   | Öveket becsatolni                        | Allacciate le cinture           | R&C Produzioni, Faros Film, Rai Cinema                                             | Ferzan Özpetek              | Kasia Smutniak, Francesco Arca, Filippo Scicchitano, Carolina Crescentini                                    |
| 29.   | Szerelmes nővérek                        | Die geliebten Schwestern        | Bavaria Filmverleih- und Produktions GmbH, Westdeutscher Rundfunk (WDR), Wega Film | Dominik Graf                | Henriette Confurius, Hannah Herzsprung, Florian Stetter, Claudia Messner                                     |

### Február
| Dátum | Film címe                              | Eredeti cím                              | Filmstúdió                                                 | Rendező                        | Főszereplők |
| ----- | -------------------------------------- | ---------------------------------------- | ---------------------------------------------------------- | ------------------------------ | --- |
| 5.    | Az elveszett európai                   |                                          |                                                            | Sipos József                   | Simon Kornél |
| 6.    | Csingiling és a Soharém legendája      | Legend of the NeverBeast                 | Walt Disney Studió                                         | Steve Loter                    | Ginnifer Goodwin, Lucy Liu, Mae Whitman, Rosario Dawson                                                         |
| 6.    | Esélylesők                             | Human Capital                            | Indiana Production Company                                 | Paolo Virzi                    | Valeria Bruni Tedeschi, Fabrizio Gifuni, Fabrizio Bentivoglio, Valeria Golino                                   |
| 6.    | Jupiter felemelkedése                  | Jupiter Ascending                        | Warner Bros.                                               | Andy Wachowski, Lana Wachowski | Mila Kunis, Channing Tatum, Sean Bean, Eddie Redmayne                                                           |
| 6.    | Második esély                          | En chance til                            | Det Danske Filminstitut                                    | Susanne Bier                   | Nikolaj Coster-Waldau, Ulrich Thomsen, Thomas Bo Larsen, Nikolaj Lie Kaas                                       |
| 6.    | Rendíthetetlen                         | Unbroken                                 | Universal Pictures / Legendary Pictures                    | Angelina Jolie                 | Jack O’Connell, Garrett Hedlund, Domhnall Gleeson, Jai Courtney                                                 |
| 6.    | Whiplash                               | Whiplash                                 | Bold Films, Blumhouse Productions, Right of Way Films      | Damien Chazelle                | Miles Teller, J. K. Simmons, Melissa Benoist, Austin Stowell                                                    |
| 12.   | Ahol a szivárvány véget ér             | Love, Rosie                              | Constantin Film Produktion, Canyon Creek Films             | Christian Ditter               | Lily Collins, Sam Claflin, Art Parkinson, Christian Cooke                                                       |
| 12.   | A szürke ötven árnyalata               | Fifty Shades of Grey                     | Focus Features                                             | Sam Taylor-Johnson             | Dakota Johnson, Jamie Dornan, Luke Grimes, Jennifer Ehle                                                        |
| 12.   | Fehér árnyék                           | White Shadow                             | Shadoworks, Alliance Française Dar es Salaam, Asmara Films | Noaz Deshe                     | Hamisi Bazili, Salum Abdallah, Riziki Ally, James Gayo                                                          |
| 12.   | Kingsman: A titkos szolgálat           | Kingsman: The Secret Service             | 20th Century Fox                                           | Matthew Vaughn                 | Colin Firth, Mark Hamill, Michael Caine, Samuel L. Jackson, Mark Strong                                         |
| 12.   | Spongyabob – Ki a vízből!              | The SpongeBob Movie: Sponge Out of Water | Paramount Animation, Nickelodeon Movies                    | Paul Tibbitt                   | Tom Kenny, Antonio Banderas, Bill Fagerbakke, Rodger Bumpass, Tim Conway                                        |
| 12.   | Timbuktu                               | Timbuktu                                 | Les Films du Worso, Dune Vision, Arches Films              | Abderrahmane Sissako           | Abel Jafri, Kettly Nöel, Ibrahim Ahmed, Toulou Kiki                                                             |
| 19.   | Amerikai mesterlövész                  | American Sniper                          | InterCom Zrt.                                              | Clint Eastwood                 | Bradley Cooper, Sienna Miller, Jake McDorman, Brian Hallisay                                                    |
| 19.   | A fekete ruhás nő 2. – A halál angyala | The Woman in Black: Angel of Death       | Alliance Films                                             | Tom Harper                     | Helen McCrory, Jeremy Irvine, Phoebe Fox, Ned Dennehy, Oaklee Pendergast                                        |
| 19.   | Kéjlak                                 | The Loft                                 | Dark Castle Entertainment                                  | Erik Van Looy                  | James Marsden, Karl Urban, Wentworth Miller, Rachael Taylor, Rhona Mitra                                        |
| 19.   | Liza, a rókatündér                     |                                          | FilmTeam, Origo Film Group                                 | Ujj Mészáros Károly            | Balsai Móni, David Sakurai, Bede-Fazekas Szabolcs, Schmied Zoltán, Molnár Piroska, Cserna Antal, Reviczky Gábor |
| 19.   | Vadon                                  | Wild                                     | 20th Century Fox                                           | Jean-Marc Vallée               | Reese Witherspoon, Laura Dern, Michel Huisman, Thomas Sadoski                                                   |
| 26.   | Focus – A látszat csal                 | Focus                                    | Kramer & Sigman Films                                      | John Requa, Glenn Ficarra      | Will Smith, Margot Robbie, Rodrigo Santoro, Gerald McRaney                                                      |
| 26.   | Shaun, a bárány – A film               | Shaun the Sheep Movie                    | StudioCanal                                                | Mark Burton, Richard Starzak   | Justin Fletcher, John Sparkes, Omid Djalili                                                                     |

### Március
| Dátum | Film címe                     | Eredeti cím                     | Filmstúdió                                                   | Rendező                              | Főszereplők |
| ----- | ----------------------------- | ------------------------------- | ------------------------------------------------------------ | ------------------------------------ | --- |
| 5.    | A tenger dala                 | Song of the Sea                 | Big Farm, Cartoon Saloon, Digital Graphics                   | Tomm Moore                           | |
| 5.    | Chappie                       | Chappie                         | Columbia Pictures                                            | Neill Blomkamp                       | Hugh Jackman, Dev Patel, Sigourney Weaver, Sharlto Copley, Jose Pablo Cantillo                                  |
| 5.    | Csajkor                       | Bande de filles                 | Hold Up Films, Lilies Films, Arte France Cinéma              | Céline Sciamma                       | Lindsay Karamoh, Mariétou Touré, Assa Sylla, Karidja Touré                                                      |
| 5.    | Csocsó-sztori                 | Metegol                         | Universal Pictures                                           | Juan José Campanella                 | Bella Thorne, Ariana Grande, Nicholas Hoult, Katie Holmes                                                       |
| 5.    | Nagy szemek                   | Big eyes                        | The Weinstein Company                                        | Tim Burton                           | Amy Adams, Christoph Waltz, Krysten Ritter, Terence Stamp                                                       |
| 5.    | Szeretni, inni és énekelni    | Aimer, boire et chanter         | F Comme Film, France 2 Cinéma, Solivagus Productions         | Alain Resnais                        | Sabine Azéma, Hippolyte Girardot, Caroline Sihol, Michel Vuillermoz, Sandrine Kiberlain, André Dussollier       |
| 5.    | Üzlet bármi áron              | Unfinished Business             | New Regency Pictures                                         | Ken Scott                            | Vince Vaughn, Dave Franco, Tom Wilkinson, David C. Bunners                                                      |
| 12.   | A cipőbűvölő                  | The Cobbler                     | Voltage Pictures                                             | Thomas McCarthy                      | Adam Sandler, Steve Buscemi, Dan Stevens, Ellen Barkin, Dustin Hoffman                                          |
| 12.   | A föld sója                   | The Salt of the Earth           | Decia Films, Amazonas Images, Solares Fondazione delle arti  | Wim Wenders, Juliano Ribeiro Salgado | Sebastiao Salgado, Wim Wenders, Juliano Ribeiro Salgado, Hugo Barbier, Jacques Barthélémy, Lélia Wanick Salgado |
| 12.   | Elemi szerelem                | Une rencontre                   | Bethsabée Mucho, Pathé, TF1 Films Production                 | Lisa Azuelos                         | Sophie Marceau, Francois Cluzet, Lisa Azuelos, Alexandre Astier                                                 |
| 12.   | Éjszakai hajsza               | Run All Night                   | Vertigo Entertainment                                        | Jaume Collet-Serra                   | Liam Neeson, Joel Kinnaman, Vincent D’Onofrio, Génesis Rodríguez, Ed Harris                                     |
| 12.   | Nicolas az iskolában          | Le petit Nicolas                | Fidélité Films                                               | Laurent Tirard                       | Maxime Godart, Valérie Lemercier, Kad Merad, Daniel Prévost, Sandrine Kiberlain                                 |
| 12.   | Őrült szerelem                | Amour fou                       | Coop 99, Amour Fou Luxembourg, Essential Filmproduktion GmbH | Jessica Hausner                      | Christian Friedel, Birte Schnoeink, Stephan Grossmann, Katharina Schüttler                                      |
| 19.   | A beavatott-sorozat: A lázadó | The Divergent Series: Insurgent | Summit Entertainment                                         | Robert Schwentke                     | Shailene Woodley, Kate Winslet, Theo James, Naomi Watts, Jai Courtney                                           |
| 19.   | Fácángyilkosok                | Fasandræberne                   | Zentropa Entertainments                                      | Mikkel Nørgaard                      | Pilou Asbæk, Nikolaj Lie Kaas, Fares Fares, David Dencik, Danica Curcic                                         |
| 19.   | Samba                         | Samba                           | Gaumont                                                      | Eric Toledano, Olivier Nakache       | Omar Sy, Charlotte Gainsbourg, Tahar Rahim, Izia Higelin, Isaka Sawadogo                                        |
| 19.   | A kezdők                      | Les combattants                 | Nord-Ouest Films                                             | Thomas Cailley                       | Adele Haenel, Kévin Azais, Antoine Laurent, Brigitte Roüan, William Lebghil                                     |
| 19.   | Hamupipőke                    | Cinderella                      | Walt Disney Pictures                                         | Kenneth Branagh                      | Lily James, Hayley Atwell, Helena Bonham Carter, Richard Madden, Cate Blanchett                                 |
| 19.   | Az új barátnő                 | Une nouvelle amie               | Mandarin Films                                               | François Ozon                        | Romain Duris, Anaïs Demoustier, Raphaël Personnaz, Isild Le Besco                                               |
| 26.   | Balaton Method                | Balaton Method                  | –                                                            | Szimler Bálint                       | Quimby, Middlemist Red, Soerii & Poolek, Elefánt, Bin-Jip, Subscribe, Akkezdet Phiai                            |
| 26.   | Gunman                        | The Gunman                      | StudioCanal, Prone Gunman Productions                        | Pierre Morel                         | Sean Penn, Idris Elba, Javier Bardem, Ray Winstone, Melina Matthews                                             |
| 26.   | Bérhaverok                    | The Wedding Ringer              | Miramax                                                      | Jeremy Garelick                      | Kevin Hart, Josh Gad, Kaley Cuoco-Sweeting, Affion Crockett, Jorge Garcia                                       |
| 26.   | A 7. törpe                    | Der 7bte Zwerg                  | Virgin Lands Animated Pictures                               | Harald Siepermann, Boris Aljinovic   | Otto Waalkes, Nina Hagen, Mirco Nontschew, Ralf Schmitz, Boris Aljinovic                                        |
| 26.   | Végre otthon!                 | Home                            | DreamWorks Animation                                         | Tim Johnson                          | Jim Parsons, Rihanna, Jennifer Lopez, Matt Jones, Steve Martin                                                  |
| 26.   | A szomszéd fiú                | The Boy Next Door               | Universal Pictures                                           | Rob Cohen                            | Jennifer Lopez, Ryan Guzman, Kristin Chenoweth, John Corbett, Bailey Chase                                      |

### Április
| Dátum | Film címe                                  | Eredeti cím                           | Filmstúdió                  | Rendező                                        | Főszereplők                                                                                    |
| ----- | ------------------------------------------ | ------------------------------------- | --------------------------- | ---------------------------------------------- | ---------------------------------------------------------------------------------------------- |
| 2.    | Halálos iramban 7.                         | Furious 7                             | Universal Pictures          | James Wan                                      | Vin Diesel, Dwayne Johnson, Paul Walker, Kurt Russell, Jason Statham                           |
| 2.    | Keleti nyugalom – A második Marigold Hotel | The Second Best Exotic Marigold Hotel | Blueprint Pictures          | John Madden                                    | Judi Dench, Maggie Smith, Bill Nighy, Dev Patel, Richard Gere                                  |
| 2.    | Marie története                            | Marie Heurtin                         | France 3 Cinéma             | Jean-Pierre Améris                             | Isabelle Carré, Ariana Rivoire, Brigitte Catillon, Noémie Churlet                              |
| 2.    | Havannai éjszaka                           | Retour à Ithaque                      | Full House                  | Laurent Cantet                                 | Isabel Santos, Jorge Perugorría, Fernando Hechevarria, Néstor Jiménez                          |
| 9.    | A Lazarus-hatás                            | The Lazarus Effect                    | Big Bang Media              | David Gelb                                     | Evan Peters, Olivia Wilde, Mark Duplass, Sarah Bolger, Donald Glover                           |
| 9.    | A hírnév ára                               | La rançon de la gloire                | Why Not Productions         | Xavier Beauvois                                | Benoît Poelvoorde, Roschdy Zem, Séli Gmach, Chiara Mastroianni                                 |
| 9.    | Utam az iskolába                           | Sur le chemin de l’école              | Winds                       | Pascal Plisson                                 | Jackson Saikong, Salome Saikong, Samuel J. Esther, Gabriel J. Esther                           |
| 9.    | Ne zavarjatok! – Csak egy óra nyugalmat…   | Une heure de tranquillité             | Fidélité Films              | Patrice Leconte                                | Christian Clavier, Carole Bouquet, Valérie Bonneton, Rossy de Palma                            |
| 9.    | Toszkánai esküvő                           | Toscaanse bruiloft                    | Farmhouse Film & TV         | Johan Nijenhuis                                | Sophie van Oers, Simone Kleinsma, Ernst Daniël Smid, Lieke van Lexmond                         |
| 16.   | A 44. gyermek                              | Child 44                              | Summit Entertainment        | Daniel Espinosa                                | Tom Hardy, Joel Kinnaman, Noomi Rapace, Gary Oldman, Jason Clarke                              |
| 16.   | A pláza ásza Vegasban                      | Paul Blart: Mall Cop 2                | Sony Pictures Entertainment | Andy Fickman                                   | Kevin James, Raini Rodriguez, Eduardo Verástegui, Daniella Alonso                              |
| 16.   | Julie kisasszony                           | Miss Julie                            | Maipo Film                  | Liv Ullmann                                    | Jessica Chastain, Colin Farrell, Samantha Morton, Nora McMenamy                                |
| 16.   | Gemma Bovery                               | Gemma Bovery                          | Gaumont                     | Anne Fontaine                                  | Gemma Arterton, Jason Flemyng, Kacey Mottet Klein, Mel Raido                                   |
| 23.   | Adaline varázslatos élete                  | The Age of Adaline                    | Lakeshore Entertainment     | Lee Toland Krieger                             | Blake Lively, Harrison Ford, Michiel Huisman, Amanda Crew                                      |
| 23.   | Hétköznapi vámpírok                        | What We Do in the Shadows             | Unison Films                | Jemaine Clement, Taika Waititi                 | Jemaine Clement, Taika Waititi, Jonathan Brugh, Cori Gonzalez-Macuer                           |
| 23.   | Party Girl                                 | Party Girl                            | Canal+                      | Marie Amachoukeli, Claire Burger, Samuel Theis | Angélique Litzenburger, Joseph Bour, Mario Theis, Cynthia Litzenburger                         |
| 23.   | Lámpagyújtogatók                           | Lámpagyújtogatók                      | Mike Dude Film              | Dr. Százados Miklós                            | Almár Iván, Argyelán Krisztina, Berg Judit, Besenyei Péter, Boldogkői Zsolt, Dombóvári István  |
| 30.   | Argo 2.                                    | Argo 2                                | ARGO2 Production Kft        | Árpa Attila                                    | Kovács Lajos, Scherer Péter, Bicskey Lukács, Kiss József, Oszter Sándor, Csuja Imre, Nagy Feró |
| 30.   | A hangok                                   | The Voices                            | Mandalay Vision             | Marjane Satrapi                                | Ryan Reynolds, Gemma Arterton, Anna Kendrick, Jacki Weaver                                     |
| 30.   | Sam – Kismadár nagy kalandja               | Gus – Petit oiseau, grand voyage      | TeamTO                      | Christian De Vita                              | Arthur Dupont, Sara Forestier, Bruno Salomone, Pierre Richard                                  |
| 30.   | Citizenfour                                | Citizenfour                           | HBO Documentary Films       | Laura Poitras                                  | Edward Snowden, Glenn Greenwald, William Binney, Jeremy Scahill                                |
| 30.   | The Duke of Burgundy                       | The Duke of Burgundy                  | Pioneer Pictures            | Peter Strickland                               | Sidse Babett Knudsen, Monica Swinn, Chiara D’Anna, Eugenia Caruso                              |

### Május
| Dátum | Film címe                      | Eredeti cím                         | Filmstúdió                         | Rendező                   | Főszereplők                                                                        |
| ----- | ------------------------------ | ----------------------------------- | ---------------------------------- | ------------------------- | ---------------------------------------------------------------------------------- |
| 7.    | Bosszúállók: Ultron kora       | Avengers: Age of Ultron             | Disney/Marvel                      | Joss Whedon               | Scarlett Johansson, Robert Downey Jr., Chris Hemsworth, Chris Evans, Mark Ruffalo  |
| 7.    | 3 szív                         | 3 coeurs                            | Rectangle Productions              | Benoît Jacquot            | Benoît Poelvoorde, Charlotte Gainsbourg, Catherine Deneuve, Chiara Mastroianni     |
| 7.    | A királynőért és a hazáért     | Queen and Country                   | Merlin Films                       | John Boorman              | Callum Turner, Caleb Landry Jones, Pat Shortt, David Thewlis                       |
| 14.   | Csábítunk és védünk            | Hot Pursuit                         | Warner Bros., MGM, New Line Cinema | Anne Fletcher             | Reese Witherspoon, Sofía Vergara, Michael Mosley, Robert Kazinsky                  |
| 14.   | Torrente 5. – A kezdő tizenegy | Torrente V: Misión Eurovegas        | Amiguetes Entertainment            | Santiago Segura           | Santiago Segura, Alec Baldwin, Carlos Areces, Neus Asensi, Chus Lampreave          |
| 14.   | Dínó kaland                    | Dino Time                           | CJ Entertainment, Myriad Pictures  | John Kafka, Yoon-suk Choi | Rob Schneider, Jane Lynch, Melanie Griffith, Pamela Adlon, Stephen Baldwin         |
| 14.   | Az Ő nevében                   | W imie…                             | MD4                                | Malgorzata Szumowska      | Andrzej Chyra, Mateusz Kosciukiewicz, Maria Maj, Maja Ostaszewska, Lukasz Simlat   |
| 14.   | Kukoricasziget                 | Simindis kundzuli                   | Alamdary Films                     | George Ovashvili          | Ilyas Salman, Mariam Buturishvili, Irakli Samushia, Tamer Levent                   |
| 21.   | Mad Max – A harag útja         | Mad Max: Fury Road                  | Village Roadshow Pictures          | George Miller             | Tom Hardy, Charlize Theron, Rosie Huntington-Whiteley, Zoë Kravitz, Nicholas Hoult |
| 21.   | Tökéletes hang 2.              | Pitch Perfect 2                     | Universal Pictures                 | Elizabeth Banks           | Elizabeth Banks, Anna Kendrick, Hailee Steinfeld, Katey Sagal, Brittany Snow       |
| 21.   | Hölgy aranyban                 | Woman in Gold                       | BBC Films                          | Simon Curtis              | Helen Mirren, Ryan Reynolds, Daniel Brühl, Katie Holmes, Tatiana Maslany           |
| 21.   | Rekviem egy macskáért          | Murder of a Cat                     | Seine Pictures                     | Gillian Greene            | Nikki Reed, J. K. Simmons, Blythe Danner, Greg Kinnear, Fran Kranz                 |
| 21.   | Violette                       | Violette                            | France 3 Cinéma                    | Martin Provost            | Emmanuelle Devos, Sandrine Kiberlain, Olivier Gourmet, Stanley Webe                |
| 21.   | Eden                           | Eden                                | France 2 Cinéma                    | Mia Hansen-Løve           | Félix de Givry, Pauline Etienne, Vincent Macaigne                                  |
| 21.   | Genesis: A siker útján         | Genesis: Together and Apart         | BBC                                | John Edginton             | Phil Collins, Mike Rutherford, Tony Banks, Peter Gabriel, Steve Hackett            |
| 28.   | Holnapolisz                    | Tomorrowland                        | Walt Disney Pictures               | Brad Bird                 | George Clooney, Britt Robertson, Hugh Laurie, Judy Greer, Kathryn Hahn             |
| 28.   | Serena                         | Serena                              | Chockstone Pictures                | Susanne Bier              | Bradley Cooper, Jennifer Lawrence, Rhys Ifans, Toby Jones, Sean Harris             |
| 28.   | Danny Collins                  | Danny Collins                       | Big Indie Pictures                 | Dan Fogelman              | Al Pacino, Annette Bening, Christopher Plummer, Bobby Cannavale, Jennifer Garner   |
| 28.   | Poltergeist – Kopogó szellem   | Poltergeist                         | MGM                                | Gillian Greene            | Sam Rockwell, Rosemarie DeWitt, Kennedi Clements, Jared Harris                     |
| 28.   | Bazi nagy francia lagzik       | Qu’est-ce qu’on a fait au Bon Dieu? | TF1 Films Production               | Philippe de Chauveron     | Christian Clavier, Chantal Lauby, Ary Abittan, Frédéric Chau                       |
| 28.   | A szerelem üstököse            | Comet                               | Anonymous Content                  | Sam Esmail                | Justin Long, Emmy Rossum, Kayla Servi                                              |

### Június
| Dátum | Film címe                              | Eredeti cím                              | Filmstúdió                                    | Rendező                                              | Főszereplők                                                                      |
| ----- | -------------------------------------- | ---------------------------------------- | --------------------------------------------- | ---------------------------------------------------- | -------------------------------------------------------------------------------- |
| 4.    | A kém                                  | Spy                                      | 20th Century Fox                              | Paul Feig                                            | Melissa McCarthy, Jason Statham, Jude Law, Rose Byrne, Kamarás Iván              |
| 4.    | Törésvonal                             | San Andreas                              | Warner Bros.                                  | Brad Peyton                                          | Dwayne Johnson, Alexandra Daddario, Carla Gugino, Paul Giamatti                  |
| 4.    | Monsters: Sötét kontinens              | Monsters: Dark Continent                 | Vertigo Films                                 | Tom Green                                            | Joe Dempsie, Sofia Boutella, Johnny Harris, Sam Keeley                           |
| 4.    | Szerelem Máltán                        | All Inclusive                            | Happy Ending Film                             | Hella Joof                                           | Bodil Jørgensen, Mikael Birkkjær, Rasmus Bjerg, Carsten Bjørnlund                |
| 11.   | Jurassic World                         | Jurassic World                           | Universal Pictures                            | Colin Trevorrow                                      | Chris Pratt, Judy Greer, Ty Simpkins, Bryce Dallas Howard, Vincent D’Onofrio     |
| 11.   | Távol a világ zajától                  | Far from the Madding Crowd               | BBC Films                                     | Thomas Vinterberg                                    | Carey Mulligan, Matthias Schoenaerts, Michael Sheen, Juno Temple, Tom Sturridge  |
| 11.   | Saul fia                               | Saul fia                                 | Laokoonfilm                                   | Nemes Jeles László                                   | Röhrig Géza, Molnár Levente, Urs Rechn, Zsótér Sándor, Todd Charmont             |
| 11.   | Mocsárvidék                            | La isla mínima                           | Storm Films                                   | Alberto Rodríguez                                    | Javier Gutiérrez, Raúl Arévalo, María Varod, Perico Cervantes                    |
| 11.   | Kardfog kapitány és a Lama Rama kincse | Kaptein Sabeltann og skatten i Lama Rama | Storm Films                                   | John Andreas Andersen, Lisa Marie Gamlem             | Tuva Novotny, Fridtjov Såheim, Anders Baasmo Christiansen, Odd Magnus Williamson |
| 18.   | Superfast! – Haláli iramban            | Superfast!                               | 3 in the Box                                  | Aaron Seltzer, Jason Friedberg                       | Dale Pavinski, Lili Mirojnick, Omar Chaparro, Dio Johnson, Alex Ashbaugh         |
| 18.   | Insidious – Gonosz lélek               | Insidious: Chapter 3                     | Sony Pictures                                 | Leigh Whannell                                       | Dermot Mulroney, Stefanie Scott, Angus Sampson, Leigh Whannell, Lin Shaye        |
| 18.   | Megőrjít a csaj                        | She’s Funny That Way                     | Lagniappe Films                               | Peter Bogdanovich                                    | Jennifer Aniston, Imogen Poots, Quentin Tarantino, Owen Wilson, Rhys Ifans       |
| 18.   | Éjjelek és nappalok                    | Days and Nights                          | Art Cine Productions                          | Christian Camargo                                    | Katie Holmes, William Hurt, Allison Janney, Jean Reno, Michael Nyqvist           |
| 18.   | Világevők                              | Foodies                                  | B-Reel Feature Films                          | Thomas Jackson, Charlotte Landelius, Henrik Stockare | Andy Hayler, Katie Keiko, Aiste Miseviciute, Perm Paitayawat                     |
| 18.   | Magam ura                              | Mot naturen                              | Mer Film                                      | Ole Giæver, Marte Vold                               | Ole Giæver, Rebekka Nystabakk, Marte Magnusdotter Solem                          |
| 18.   | Szex, szerelem, terápia                | Tu veux… ou tu veux pas?                 | Tabo Tabo Films                               | Tonie Marshall                                       | Sophie Marceau, Patrick Bruel, André Wilms, François Morel                       |
| 18.   | Csakazértis szerelem!                  | Goodbye to All That                      | Epoch Films                                   | Angus MacLachlan                                     | Paul Schneider, Melanie Lynskey, Anna Camp, Audrey P. Scott                      |
| 18.   | Harcosok klubja (újra bemutatás)       | Fight Club                               | 20th Century Fox                              | David Fincher                                        | Edward Norton, Brad Pitt, Helena Bonham Carter, Meat Loaf                        |
| 27.   | Agymanók                               | Inside Out                               | Pixar Animation Studios, Walt Disney Pictures | Pete Docter, Ronaldo Del Carmen                      | Diane Lane, Amy Poehler, Mindy Kaling, Kyle MacLachlan                           |
| 27.   | Törtetők                               | Entourage                                | Warner Bros.                                  | Doug Ellin                                           | Adrian Grenier, Jeremy Piven, Kevin Connolly, Haley Joel Osment, Liam Neeson     |
| 27.   | Valami követ                           | It Follows                               | Northern Lights Films                         | David Robert Mitchell                                | Maika Monroe, Keir Gilchrist, Olivia Luccardi, Carollette Phillips               |
| 27.   | Jön Harold!                            | Her er Harold                            | Mer Film                                      | Gunnar Vikene                                        | Lena-Pia Bernhardsson, Björn Granath, Olaf Heggdal, Samuel Hellström             |
| 27.   | Lány macskával                         | Incompresa                               | Rai Cinema                                    | Asia Argento                                         | Giulia Salerno, Charlotte Gainsbourg, Gabriel Garko, Antony Hickling             |

### Július
| Dátum | Film címe                                  | Eredeti cím                       | Filmstúdió                                 | Rendező                             | Főszereplők                                                                           |
| ----- | ------------------------------------------ | --------------------------------- | ------------------------------------------ | ----------------------------------- | ------------------------------------------------------------------------------------- |
| 2.    | Terminátor: Genisys                        | Terminator: Genisys               | Paramount Pictures                         | Alan Taylor                         | Arnold Schwarzenegger, Emilia Clarke, Jai Courtney, Jason Clarke, J. K. Simmons       |
| 2.    | Magic Mike XXL                             | Magic Mike XXL                    | Warner Bros.                               | Gregory Jacobs                      | Elizabeth Banks, Channing Tatum, Amber Heard, Jada Pinkett Smith, Andie MacDowell     |
| 2.    | Apu vagy anyu?                             | Papa ou maman                     | Pathé                                      | Martin Bourboulon                   | Laurent Lafitte, Marina Foïs, Alexandre Desrousseaux, Judith El Zein                  |
| 2.    | Meleg férfiak, hideg diktatúrák            | Meleg férfiak, hideg diktatúrák   | Eclips Film Kft.                           | Takács Mária                        | Láner László, Nádasdy Ádám, Pálfi Balázs, Pálos Attila, Rakiás Ferenc                 |
| 9.    | Minyonok                                   | Minions                           | Illumination Entertainment                 | Kyle Balda, Pierre Coffin           | Michael Keaton, Sandra Bullock, Allison Janney, Jon Hamm, Steve Coogan                |
| 9.    | Akasztófa                                  | The Gallows                       | Warner Bros.                               | Travis Cluff, Chris Lofing          | Cassidy Gifford, Pfeifer Brown, Ryan Shoos, Reese Mishler, Alexis Schneider           |
| 9.    | Who Am I – Egy rendszer sincs biztonságban | Who Am I – Kein System ist sicher | Deutsche Columbia Pictures Film Produktion | Jantje Friese, Baran bo Odar        | Tom Schilling, Elyas M’Barek, Wotan Wilke Möhring, Antoine Monot Jr.                  |
| 9.    | Amy – Az Amy Winehouse-sztori              | Amy                               | Universal Music Group                      | Asif Kapadia                        | Yasiin Bey, Amy Winehouse, Tony Bennett, Mark Ronson                                  |
| 9.    | A második anya                             | Que Horas Ela Volta?              | Gullane Filmes                             | Anna Muylaert                       | Regina Casé, Antonio Abujamra, Helena Albergaria, Michel Joelsas                      |
| 16.   | Ted 2.                                     | Ted 2                             | Universal Pictures                         | Seth MacFarlane                     | Mark Wahlberg, Amanda Seyfried, Morgan Freeman, Liam Neeson, Dennis Haysbert          |
| 16.   | Szerelemsziget                             | Love Island                       | Deblokada Produkcija                       | Jasmila Žbanić                      | Ariane Labed, Ermin Bravo, Ada Condeescu, Franco Nero, Lee Delong                     |
| 16.   | Taxi Teherán                               | Taxi                              | Jafar Panahi Film                          | Dzsafar Panahi                      | Dzsafar Panahi                                                                        |
| 23.   | Önkívület                                  | Self/Less                         | Endgame Entertainment                      | Tarsem Singh                        | Ryan Reynolds, Ben Kingsley, Matthew Goode, Natalie Martinez, Michelle Dockery        |
| 23.   | A Hangya                                   | Ant-man                           | Marvel Studios                             | Peyton Reed                         | Paul Rudd, Evangeline Lilly, Hayley Atwell, Judy Greer, Michael Douglas, Michael Peña |
| 23.   | Hullámlovasok                              | Ride                              | Sandbar Pictures                           | Helen Hunt                          | Helen Hunt, Brenton Thwaites, Luke Wilson, Julie Dretzin, David Zayas                 |
| 23.   | Tokió felett az ég                         | Ten no Chasuke                    | Bandai Visual Company                      | SABU                                | Kenicsi Macujama, Ito Óno, Ren Ószugi                                                 |
| 23.   | A Bélier család                            | La Famille Bélier                 | Eric Lartigau                              | France 2 Cinéma                     | Karin Viard, François Damiens, Eric Elmosnino, Louane Emera, Roxane Duran, Mar Sodupe |
| 30.   | Pixel                                      | Pixels                            | Columbia Pictures                          | Chris Columbus                      | Adam Sandler, Kevin James, Michelle Monaghan, Peter Dinklage, Sean Bean               |
| 30.   | Münó, a holdbéli manó                      | Mune, le gardien de la lune       | Onyx Films                                 | Alexandre Heboyan, Benoît Philippon | Omar Sy, Izïa Higelin, Michael Gregorio, Féodor Atkine                                |
| 30.   | Papírvárosok                               | Paper Towns                       | Fox 2000 Pictures                          | Jake Schreier                       | Cara Delevingne, Nat Wolff, Halston Sage, Cara Buono                                  |
| 30.   | Akihez beszél a föld                       | The Water Diviner                 | RatPac Entertainment                       | Russell Crowe                       | Russell Crowe, Olga Kurylenko, Jai Courtney, Yilmaz Erdogan                           |

### Augusztus
| Dátum | Film címe                           | Eredeti cím                        | Filmstúdió                               | Rendező                     | Főszereplők                                                                        |
| ----- | ----------------------------------- | ---------------------------------- | ---------------------------------------- | --------------------------- | ---------------------------------------------------------------------------------- |
| 6.    | Mission: Impossible – Titkos nemzet | Mission: Impossible – Rogue Nation | Skydance Productions, Paramount Pictures | Christopher McQuarrie       | Tom Cruise, Rebecca Ferguson, Jeremy Renner, Simon Pegg, Alec Baldwin, Ving Rhames |
| 6.    | Divat a szerelem!                   | Chic!                              | France 2 Cinéma                          | Jérôme Cornuau              | Fanny Ardant, Marina Hands, Eric Elmosnino, Audrey Looten                          |
| 6.    | Csodapirula                         | Medicinen                          | Sweetwater Productions                   | Colin Nutley                | Helena Bergström, Peter Eggers, Ida Engvoll, Anton Forsdik                         |
| 6.    | Phoenix bár                         | Phoenix                            | Schramm Film Koerner & Weber             | Christian Petzold           | Nina Hoss, Ronald Zehrfeld, Nina Kunzendorf, Trystan Pütter                        |
| 13.   | Az ajándék                          | The Gift                           |                                          | Joel Edgerton               | Jason Bateman, Joel Edgerton, Rebecca Hall, Busy Philipps                          |
| 13.   | A fantasztikus négyes               | Fantastic Four                     | 20th Century Fox                         | Josh Trank                  | Miles Teller, Kate Mara, Jamie Bell, Michael B. Jordan                             |
| 13.   | Barbie, a rocksztár hercegnő        | Barbie Rock’n Royals               | Universal Pictures                       | Karen J. Lloyd              | Kelly Sheridan, Chiara Zanni, Bethany Brown, Devyn Dalton                          |
| 20.   | BeSZERvezve                         | American Ultra                     |                                          | Nima Nourizadeh             | Jesse Eisenberg, Kristen Stewart, Topher Grace, Bill Pullman, John Leguizamo       |
| 20.   | Az U.N.C.L.E. embere                | The Man From U.N.C.L.E.            | Warner Bros.                             | Guy Ritchie                 | Henry Cavill, Armie Hammer, Hugh Grant, Jared Harris, Alicia Vikander              |
| 20.   | Sinister 2. – Az átkozott ház       | Sinister 2                         |                                          | Ciaran Foy                  | Shannyn Sossamon, James Ransone, Nicholas King                                     |
| 20.   | Irány a bárka!                      | Ooops! Noah is Gone…               |                                          | Sean McCormack, Toby Genkel | Tara Flynn, Alan Stanford, Paul Tylak, Patrick J. FitzSymons                       |
| 27.   | Kész katasztrófa                    | Trainwreck                         | Universal Pictures                       | Judd Apatow                 | Amy Schumer, Bill Hader, Tilda Swinton, Brie Larson, John Cena                     |
| 27.   | Vakáció                             | Vacation                           | New Line Cinema                          | Jonathan Goldstein          | Ed Helms, Christina Applegate, Charlie Day, Chris Hemsworth, Leslie Mann           |
| 27.   | Hitman: A 47-es ügynök              | Hitman – Agent 47                  | 20th Century Fox                         | Aleksander Bach             | Rupert Friend, Zachary Quinto, Hannah Ware                                         |
| 27.   | Az Eichmann-show                    | The Eichmann-show                  |                                          | Paul Andrew Williams        | Vaidotas Martinaitis, Martin Freeman, Anthony LaPaglia, Rebecca Front              |

### Szeptember
| Dátum | Film címe                             | Eredeti cím                    | Filmstúdió                       | Rendező             | Főszereplők                                                                                  |
| ----- | ------------------------------------- | ------------------------------ | -------------------------------- | ------------------- | -------------------------------------------------------------------------------------------- |
| 3.    | Boldogság bármi áron                  | Cake                           |                                  | Daniel Barnz        | Jennifer Aniston, Anna Kendrick, Britt Robertson, Misty Upham, Sam Worthington, Mamie Gummer |
| 3.    | Miénk a világ                         | We Are Your Friends            | Warner Bros.                     | Max Joseph          | Zac Efron, Emily Ratajkowski, Wes Bentley                                                    |
| 3.    | A szállító – Örökség                  | The Transporter Refueled       |                                  | Camille Delamarre   | Ed Skrein, Loan Chabanol, Ray Stevenson, Radivoje Bukvic                                     |
| 10.   | Dübörög a szív                        | Ricki and The Flash            | TriStar Pictures                 | Jonathan Demme      | Meryl Streep, Kevin Kline, Mamie Gummer, Luke Webb                                           |
| 10.   | Szégyentelenek                        | The Smell of Us                |                                  | Larry Clark         | Lukas Ionesco, Diane Rouxel, Théo Cholbi, Ryan Ben Yaiche, Adrien Binh Doan                  |
| 10.   | Víkend                                |                                |                                  | Mátyássy Áron       | Lengyel Tamás, Simon Kornél, Gryllus Dorka, Árpa Attila, Vass Teréz, Szabó Domokos           |
| 10.   | A (sz)ex az oka mindennek             | Sleeping with Other People     |                                  | Leslye Headland     | Jason Sudeikis, Alison Brie, Adam Scott                                                      |
| 17.   | Everest                               | Everest                        | Working Title Films, RVK Studios | Baltasar Kolmákur   | Jason Clarke, Josh Brolin, John Hawkes, Jake Gyllenhaal, Sam Worthington                     |
| 17.   | Az útvesztő: Tűzpróba                 | Maze Runner: The Scorch Trials | Gotham Group, TSG Entertainment  | Wes Ball            | Dylan O’Brien, Thomas Brodie-Sangster, Kaya Scodelario                                       |
| 17.   | Abszurd alak                          | Irrational Man                 |                                  | Woody Allen         | Joaquin Phoenix, Emma Stone, Parker Posey                                                    |
| 24.   | A kezdő                               | The Intern                     | Warner Bros.                     | Nancy Meyers        | Robert De Niro, Anne Hathaway, Rene Russo                                                    |
| 24.   | Én, Earl és a csaj, aki meg fog halni | Me and Earl and The Dying Girl |                                  | Alfonso Gomez-Rejon | Thomas Mann, RJ Cyler, Olivia Cooke                                                          |
| 24.   | Szerelem                              | Love                           |                                  | Gaspar Noé          | Aomi Muyock, Karl Glusman, Klara Kristin, Juan Saavedra                                      |

### Október
| Dátum | Film címe                                           | Eredeti cím                                | Filmstúdió             | Rendező            | Főszereplők                                                                                          |
| ----- | --------------------------------------------------- | ------------------------------------------ | ---------------------- | ------------------ | --- |
| 1.    | Mentőexpedíció                                      | The Martian                                | 20th Century Fox       | Ridley Scott       | Matt Damon, Kate Mara, Jessica Chastain, Kristen Wiig, Sean Bean, Jeff Daniels                       |
| 1.    | Hercegnők éjszakája                                 | A Royal Night Out                          | Ecosse Films           | Julian Jarrold     | Bel Powley, Sarah Gadon, Emily Watson, Rupert Everett                                                |
| 1.    | 45 év                                               | 45 Years                                   | The Bureau             | Andrew Haigh       | Charlotte Rampling, Tom Courtenay, Geraldine James, Dolly Wells, Sam Alexander                       |
| 8.    | Legenda                                             | Legend                                     | StudioCanal            | Brian Helgeland    | Tom Hardy, Emily Browning, David Thewlis, Christopher Eccleston, Chazz Palminteri, Tara Fitzgerald   |
| 8.    | Kötéltánc                                           | The Walk                                   | Sony Pictures          | Robert Zemeckis    | Joseph Gordon-Levitt, Ben Kingsley, Ben Schwartz, Charlotte Le Bon                                   |
| 8.    | Hotel Transylvania 2. – Ahol még mindig szörnyen jó | Hotel Transylvania 2                       | Columbia Pictures      | Genndy Tartakovsky | Adam Sandler, Selena Gomez, Nick Offerman, Steve Buscemi, Kevin James                                |
| 8.    | Jurassic város                                      | Age of Dinosaurs                           | The Asylum             | Joseph J. Lawson   | Treat Williamsn, Ronny Coxn, Jillian Rose Reedn, Joshua Michael Allen                                |
| 8.    | Sétáló agyhalottak                                  | Walking with the Dead                      | Aristar Entertainment  | Scott Dow          | Dave Sheridan, Tim Ogletree, Joey Oglesby, Troy Ogletree, Sophia Taylor Ali                          |
| 15.   | Bíborhegy                                           | Crimson Peak                               | Legendary Pictures     | Guillermo del Toro | Mia Wasikowska, Charlie Hunnam, Jessica Chastain, Tom Hiddleston                                     |
| 15.   | Mélyütés                                            | Southpaw                                   | Fuqua Films            | Antoine Fuqua      | Jake Gyllenhaal, Rachel McAdams, Oona Laurence, Forest Whitaker, 50 Cent                             |
| 15.   | Fák jú, Tanár úr! 2.                                | Fack ju Göhte 2                            | Constantin Film        | Bora Dagtekin      | Karoline Herfurth, Elyas M’Barek, Jana Pallaske, Katja Riemann, Volker Bruch                         |
| 15.   | Vissza a jövőbe (újra bemutatás)                    | Back to the Future                         | Universal Pictures     | Robert Zemeckis    | Michael J. Fox, Christopher Lloyd, Lea Thompson, Crispin Glover, Thomas F. Wilson                    |
| 22.   | Sicario – A bérgyilkos                              | Sicario                                    | Black Label Media      | Denis Villeneuve   | Emily Blunt, Benicio del Toro, Josh Brolin, Jon Bernthal                                             |
| 22.   | Az ételművész                                       | Burnt                                      | Double Feature Films   | John Wells         | Bradley Cooper, Alicia Vikander, Jamie Dornan, Lily James, Sienna Miller, Uma Thurman, Emma Thompson |
| 22.   | Pán                                                 | Pan                                        | Berlanti Productions   | Joe Wright         | Hugh Jackman, Levi Miller, Jimmy Vee, Rooney Mara, Amanda Seyfried, Garrett Hedlund                  |
| 22.   | Az utolsó boszorkányvadász                          | The Last Witch Hunter                      | Summit Entertainment   | Breck Eisner       | Vin Diesel, Rose Leslie, Elijah Wood, Ólafur Darri Ólafsson, Rena Owen                               |
| 22.   | Veszettek                                           | –                                          | Megafilm               | Goda Krisztina     | Fenyő Iván, Györgyi Anna, Ifj. Vidnyánszky Attila, Klem Viktor, Gáspár Tibor                         |
| 29.   | Az utaskísérő                                       | Larry Gaye: Renegade Male Flight Attendant | Night and Day Pictures | Sam Friedlander    | Rebecca Romijn, Patrick Warburton, Marcia Gay Harden, Stanley Tucci, Jessica Lowndes                 |
| 29.   | Macbeth                                             | Macbeth                                    | Studio Canal           | Justin Kurzel      | Michael Fassbender, Marion Cotillard, David Thewlis, Elizabeth Debicki, Sean Harris                  |
| 29.   | Libabőr                                             | Goosebumps                                 | Columbia Pictures      | Rob Letterman      | Odeya Rush, Jack Black, Halston Sage, Amy Ryan, Dylan Minnette                                       |
| 29.   | Hókirálynő                                          | Snow Queen                                 | Universal Pictures     | Vladlen Barbe      | |

### November
| Dátum | Film címe                                         | Eredeti cím                          | Filmstúdió              | Rendező                         | Főszereplők                                                                                        |
| ----- | ------------------------------------------------- | ------------------------------------ | ----------------------- | ------------------------------- | -------------------------------------------------------------------------------------------------- |
| 3.    | Spectre – A Fantom visszatér                      | 007 – James Bond 24: Spectre         | MGM, Columbian Pictures | Sam Mendes                      | Daniel Craig, Ben Wishaw, Naomie Harris, Ralph Fiennes, Christoph Waltz, Monica Bellucci           |
| 3.    | A kis herceg                                      | The Little Prince                    |                         | Mark Osborne                    | Riley Osborne, Marion Cotillard, James Franco, Benicio del Toro                                    |
| 3.    | Anyám és más futóbolondok a családból             | –                                    |                         | Fekete Ibolya                   | Ónodi Eszter, Gáspár Tibor, Barkó György, Danuta Szaflarska                                        |
| 12.   | A szerelem útján                                  | Before We Go                         |                         | Chris Evans                     | Chris Evans, Alice Eve                                                                             |
| 12.   | A tengernél                                       | By the Sea                           | Universal Pictures      | Angelina Jolie                  | Angelina Jolie, Brad Pitt, Niels Arestrup, Melvil Poupaud, Melanie Laurent                         |
| 12.   | Fekete mise                                       | Black Mass                           | Warner Bros.            | Scott Cooper                    | Johnny Depp, Sienna Miller, Kevin Bacon, Rory Cochrane, Benedict Cumberbatch, Corey Stol           |
| 19.   | Blinky Bill – A film                              | Blinky Bill the Movie                | Freeman Film            | Alexs Stadermann                | Alex Weight, Alexs Stadermann, Deane Taylor                                                        |
| 19.   | Az éhezők viadala: A kiválasztott – Befejező rész | The Hunger Games: Mockingjay Part II | Lionsgate               | Francis Lawrence                | Jennifer Lawrence, Josh Hutcherson, Liam Hemsworth, Woody Harrelson, Elizabeth Banks               |
| 19.   | Tökmag és Gázolaj – Vakáció négy keréken          | Microbe et Gasoil                    |                         | Michel Gondry                   | Ange Dargent, Théophile Baquet, Diane Besnier, Audrey Tautou                                       |
| 26.   | Kémek hídja                                       | Bridge of Spies                      | Walt Disney Pictures    | Steven Spielberg                | Tom Hanks, Amy Ryan, Sebastian Koch, Mark Rylance, Alan Alda                                       |
| 26.   | A szüfrazsett                                     | Suffragette                          | Focus Features          | Sarah Gavron                    | Carey Mulligan, Helena Bonham Carter, Brendan Gleeson, Anne-Marie Duff, Romola Garai, Meryl Streep |
| 26.   | Az éjszakám a nappalod                            | –                                    |                         | Dési András György, Móray Gábor | Szamosi Zsófia, Anger Zsolt, Scherer Péter, Vajda Milán, Kaszás Gergő                              |

### December
| Dátum | Film címe                                | Eredeti cím                               | Filmstúdió              | Rendező                      | Főszereplők |
| ----- | ---------------------------------------- | ----------------------------------------- | ----------------------- | ---------------------------- | --- |
| 3.    | Krampusz                                 | Krampus                                   | Universal Pictures      | Michael Dougherty            | Adam Scott, Toni Collette, Emjay Anthony, Allison Tollman, David Koechner                                                          |
| 3.    | Szemekbe zárt titkok                     | Secret in Their Eyes                      |                         | Billy Ray                    | Chiwetel Ejiofor, Nicole Kidman, Julia Roberts                                                                                     |
| 3.    | Dínó tesó                                | The Good Dinosaur                         | Disney Pixar            | Peter Sohn                   | Raymond Ochoa, Steve Zahn, Jeffrey Wright                                                                                          |
| 10.   | Káosz karácsonyra                        | Love the Coopers                          | CBS Films               | Jessie Nelson                | Alan Arkin, John Goodman, Ed Helms, Diane Keaton, Jake Lacy, Anthony Mackie, Amanda Seyfried, Olivia Wilde                         |
| 10.   | A tenger szívében                        | In the Heart of the Sea                   | Warner Bros.            | Ron Howard                   | Chris Hemsworth, Jordi Molla, Benjamin Walker, Tom Holland, Brendan Gleeson                                                        |
| 17.   | Hajnali láz                              |                                           |                         | Gárdos Péter                 | Piti Emőke, Schruff Milán, Anna Azcárate, Scherer Péter                                                                            |
| 17.   | Száva – A szív harcosa                   | Savva. Serdtse voina                      |                         | Maksim Fadeev                | Olga Seryabkina, Konstantin Khabenskiy, Armen Dzhigarkhanyan                                                                       |
| 18.   | Star Wars VII. rész – Az ébredő Erő      | Star Wars Episode VII – The Force Awakens | Walt Disney Pictures    | J. J. Abrams                 | Harrison Ford, Mark Hamill, Carrie Fisher, Daisy Ridley, Peter Mayhew, Anthony Daniels, Oscar Isaac, John Boyega, Domhnall Gleeson |
| 24.   | Elmentek otthonról                       | Babysitting 2                             |                         | Philippe Lacheau             | Philippe Lacheau, Alice David, Vincent Desagnat, Tarek Boudali, Christian Clavier                                                  |
| 24.   | Marguerite – A tökéletlen hang           | Marguerite                                |                         | Xavier Giannoli              | Catherine Frot, André Marcon, Michel Fau, Christa Theret                                                                           |
| 24.   | Ifjúság                                  | Youth                                     |                         | Paolo Sorrentino             | Michael Caine, Harvey Keitel, Rachel Weisz, Paul Dano, Jane Fonda                                                                  |
| 24.   | Snoopy és Charlie Brown – A Peanuts film | The Peanuts Movie                         | 20th Century Studios    | Steve Martino                | Bill Melendez, Noah Schnapp, Rebecca Bloom                                                                                         |
| 31.   | Joy                                      | Joy                                       | 20th Century Studios    | David O. Russell             | Jennifer Lawrence, Robert De Niro, Bradley Cooper                                                                                  |
| 31.   | Nagytudásúak 2.                          | Les profs 2                               |                         | Pierre-François Martin-Laval | Kev Adams, Isabelle Nanty, Didier Bourdon, Pierre-François Martin-Laval                                                            |
| 31.   | Holtpont                                 | Point Break                               | Warner Bros.            | Ericson Core                 | Édgar Ramírez, Luke Bracey, Ray Winstone                                                                                           |
| 31.   | Nagyon vadon – Bolondos vadászidény      | Open Season: Scared Silly                 | Sony Pictures Animation | David Feiss                  | Kathleen Barr, Garry Chalk, Trevor Devall                                                                                          |

## Moziban nem játszott filmek
- Halálos meló (2015)
- Ninja 2. – A harcos bosszúja (2013)

## Díjak, fesztiválok
- 87. Oscar-gála

legjobb film: Birdman avagy (A mellőzés meglepő ereje)
legjobb rendező: Alejandro González Iñárritu – Birdman avagy (A mellőzés meglepő ereje)
legjobb férfi főszereplő: Eddie Redmayne – A mindenség elmélete
legjobb női főszereplő: Julianne Moore – Still Alice
legjobb férfi mellékszereplő: J. K. Simmons – Whiplash
legjobb női mellékszereplő: Patricia Arquette – Sráckor
- 72. Golden Globe-gála

legjobb drámai film: Sráckor
legjobb komédia vagy musical: A Grand Budapest Hotel
legjobb rendező: Richard Linklater – Sráckor
legjobb színésznő (dráma): Julianne Moore – Still Alice
legjobb férfi színész (dráma): Eddie Redmayne – A mindenség elmélete
legjobb színésznő (komédia vagy musical): Amy Adams – Nagy szemek
legjobb férfi színész (komédia vagy musical): Michael Keaton – Birdman avagy (A mellőzés meglepő ereje)
- 28. Európai Filmdíj-gála

legjobb film: Ifjúság
legjobb filmvígjáték: Egy galamb leült egy ágra, hogy tűnődjön a létezésről
legjobb rendező: Paolo Sorrentino – Ifjúság
legjobb színésznő: Charlotte Rampling – 45 év
legjobb színész: Michael Caine – Ifjúság
közönségdíj: Mocsárvidék
- 40. César-díjátadó

legjobb film: Timbuktu
legjobb külföldi film: Mommy
legjobb rendező: Abderrahmane Sissako – Timbuktu
legjobb színész: Pierre Niney – Yves Saint Laurent
legjobb színésznő: Adèle Haenel – A küzdők
- 68. Cannes-i Fesztivál

Arany Pálma: Dheepan – rendező: Jacques Audiard
nagydíj: Saul fia – rendező: Nemes Jeles László
a zsűri díja: The Lobster – rendező: Jórgosz Lantimosz
legjobb rendezés díja: Hou Hsziao-hszien (Hou Hsiao-hsien) – Nie jin niang (聶隱娘, Nie yin niang)
legjobb női alakítás díja (megosztva):
Emmanuelle Bercot – Mon roi – rendező: Maïwenn
Rooney Mara – Carol – rendező: Todd Haynes
legjobb férfi alakítás díja: Vincent Lindon – La loi du marché – rendező: Stéphane Brizé
legjobb forgatókönyv díja: Chronic – forgatókönyvíró: Michel Franco
- 68. BAFTA-gála
- 35. Arany Málna-gála

## Halálozások
- január 1. – Ninón Sevilla kubai–mexikói színésznő
- január 1. – Lóránd Hanna Jászai Mari-díjas színésznő
- január 1. – Donna Douglas amerikai színésznő, énekes
- január 4. – Zsombolyai János Balázs Béla-díjas filmrendező, operatőr
- január 4. – René Vautier francia filmrendező
- január 5. – Khan Bonfils angol színész
- január 7. – Rod Taylor ausztrál színész
- január 10. – Francesco Rosi olasz filmrendező, forgatókönyvíró
- január 11. – Anita Ekberg svéd színésznő, modell
- január 17. – Greg Plitt amerikai színész
- január 17. – Faten Hamama egyiptomi színésznő
- január 18. – Tony Verna amerikai tv-producer, a televíziós visszajátszás feltalálója
- január 23. – Berényi Ottó magyar színész
- január 23. – Barrie Ingham brit színész
- január 25. – Tóth Titusz magyar színművész
- január 29. – Várady Viktória magyar színésznő
- január 29. – Amparo Baró spanyol színésznő
- január 30. – Geraldine McEwan angol színésznő
- január 31. – Gordon Zsuzsa kétszeres Jászai Mari-díjas színésznő, érdemes művész
- február 2. – Bitskey Tibor Kossuth-díjas és kétszeres Jászai Mari-díjas magyar színművész, érdemes művész, a nemzet színésze
- február 4. – Richard Bonehill brit színész, kaszkadőr
- február 8. – Banovich Tamás filmrendező, forgatókönyvíró, díszlet- és jelmeztervező
- február 10. – Izsóf Vilmos magyar színész, szinkronszínész
- február 11. – Ricardo Palacios spanyol színész
- február 14. – Finn Nørgaard dán filmrendező
- február 16. – Vámosi András Balázs Béla-díjas hangmérnök, filmproducer
- február 16. – Lorena Rojas mexikói színésznő, énekesnő, dalszövegíró
- február 16. – Lesley Gore amerikai énekesnő, dalszövegíró, színésznő
- február 16. – Lasse Braun olasz filmrendező
- február 27. – Leonard Nimoy amerikai színész, filmrendező
- március 1. – Daniel von Bargen amerikai színész, sorozatszínész
- március 5. – Dirk Shafer amerikai modell, színész
- március 8. – Sam Simon amerikai író, producer
- március 9. – Windell Middlebrooks amerikai színész
- március 12. – Magda Guzmán mexikói színésznő
- március 16. – Tolnai Miklós magyar színművész
- március 21. – Alberta Watson kanadai színésznő
- március 25. – Ivo Garrani olasz színész
- március 26. – Dömölky János Balázs Béla-díjas filmrendező
- március 27. – Rik Battaglia olasz színész
- március 28. – Gene Saks amerikai színházi és filmrendező
- március 28. – Miroslav Ondříček cseh operatőr
- március 30. – Robert Z'Dar amerikai karakterszínész, producer
- március 31. – Katona János magyar színész
- április 2. – Manoel de Oliveira portugál filmrendező
- április 5. – Tom Towles amerikai színész
- április 5. – Richard Dysart amerikai színész
- április 6. – James Best amerikai színész
- április 7. – Geoffrey Lewis amerikai színész
- április 8. – Bicskey Lukács magyar színész
- április 9. – Pap Vera Kossuth- és Jászai Mari-díjas magyar színművész, érdemes és kiváló művész
- április 13. – Sipos András Balázs Béla-díjas filmrendező
- április 25. – Páll Mónika magyar színésznő
- április 25. – Don Mankiewicz Oscar-díjra jelölt amerikai forgatókönyvíró
- április 26. – Kóti Árpád Kossuth-díjas színművész, a nemzet színésze
- április 27. – Andrew Lesnie Oscar-díjas ausztrál operatőr
- április 28. – Jovita Díaz argentin énekesnő, színésznő
- április 30. – Nigel Terry brit színész
- április 30. – Patachou francia énekesnő, színésznő
- május 1. – Grace Lee Whitney amerikai színésznő
- május 2. – Michael Blake Oscar-díjas amerikai író, forgatókönyvíró
- május 3. – Revaz Csheidze grúz filmrendező
- május 9. – Elizabeth Wilson amerikai színésznő
- május 9. – Dukász Péter erdélyi magyar színész
- május 9. – Ballai István színművész, a Győri Nemzeti Színház örökös tagja
- május 23. – Anne Meara amerikai színésznő
- május 26. – Vicente Aranda spanyol filmrendező
- május 29. – Betsy Palmer amerikai színésznő
- június 1. – Somody Kálmán magyar színész, politikus
- június 5. – Richard Johnson angol színész, forgatókönyvíró és producer
- június 6. – Pierre Brice francia színész
- június 7. – Christopher Lee angol színész
- június 11. – Vészi János Balázs Béla-díjas filmrendező, televíziós műsorvezető, producer, színész
- június 22. – James Horner Oscar-díjas amerikai zeneszerző
- június 22. – Laura Antonelli olasz színésznő
- június 29. – Ladislav Chudík szlovák színész, Szlovákia kulturális minisztere (1989–90)
- július 1. – Sergio Sollima olasz filmrendező, forgatókönyvíró
- július 3. – Diana Douglas bermudai származású amerikai színésznő, Michael Douglas édesanyja, Kirk Douglas első felesége
- július 6.	– Jerry Weintraub amerikai filmproducer
- július 7. – Mednyánszky Ági színésznő
- július 10. – Omar Sharif Golden Globe-díjas egyiptomi színész
- július 13. – Haás Vander Péter színész, szinkronszínész
- július 16. – Ferenczi Krisztina színésznő, író, újságíró
- július 31. – Sinkó László Kossuth- és Jászai Mari-díjas színész, rendező, a Nemzet Művésze
- szeptember 26. – Bódis Irén magyar színésznő
- szeptember 28. – Catherine E. Coulson amerikai színésznő
- október 2. – Lubomír Lipský cseh színész
- október 9. – Badal János magyar operatőr
- október 17. – Danièle Delorme francia színésznő, filmproducer, színházigazgató
- október 24. – Maureen O’Hara ír származású amerikai színésznő
- november 1. – Fred Thompson amerikai színész
- november 4. – Melissa Mathison amerikai forgatókönyvíró
- november 15. – Saeed Jaffrey indiai származású, brit színész
- november 23. – Kisfalussy Bálint romániai magyar színész, rendező, zeneszerző
- november 25. – Elmo Williams Oscar-díjas amerikai vágó, producer
- november 25. – Csapó János magyar színész
- november 28. – Barbro Hiort af Ornäs svéd színésznő
- november 29. – Soós Angéla erdélyi magyar színésznő, előadóművésznő
- november 30. – Eldar Rjazanov szovjet-orosz filmrendező
- december 2. – Gabriele Ferzetti olasz színész
- december 4. – Robert Loggia amerikai színész
- december 6. – Nicholas Smith angol színész
- december 15. – Ken Pogue kanadai színész
- december 25. – Jason Wingreen amerikai színész
- december 27. – Haskell Wexler kétszeres Oscar-díjas amerikai operatőr, dokumentumfilm-rendező
- december 31. – Wayne Rogers, amerikai színész